# Verlag Die Wirtschaft
Der Verlag Die Wirtschaft war von 1946 bis 1990 ein Wirtschaftsverlag in der Sowjetischen Besatzungszone bzw. der DDR mit Sitz in Berlin, der 1991 vom Münchener Verleger Wolfgang Huss privatwirtschaftlich übernommen wurde und 1998 in der Huss Medien GmbH aufgegangen ist.

## Geschichte
Am 21. Juni 1946 wurde der Verlag Die Wirtschaft gegründet, um die Zeitschrift Die Wirtschaft herauszubringen. Er entwickelte sich zum wichtigsten Verlag für Wirtschaftsthemen in der DDR. 
Im Verlag erschien eine Vielzahl von Fachzeitschriften sowie einige wenige belletristische Literatur.
1989 waren etwa 150 Mitarbeiter beschäftigt. Der Verlagssitz war in Berlin, Am Friedrichshain 22.
Nach der deutschen Wiedervereinigung erhielt der Münchener Verleger Wolfgang Huss den Verlag im September 1991 zum symbolischen Preis von einer D-Mark mit Immobilie und Auflagen von der Treuhand. Der Verlag Die Wirtschaft wurde zunächst weitergeführt, recht bald jedoch die Buchproduktion eingestellt und nur einige ganz wenige Zeitschriften fortgeführt bzw. übernommen. So wurde 1996 etwa aus dem „ReWi – Verlag für Recht und Wirtschaft“ (ehemals Staatsverlag der DDR) die Zeitschrift „Arbeit und Arbeitsrecht“ in den Verlag Die Wirtschaft übernommen. Am 19. Dezember 1998 gliederte Wolfgang Huss den Verlag Die Wirtschaft in die Huss Medien GmbH ein und ließ das Wenige, was an Zeitschriftentiteln übrig geblieben war, in der Huss Medien GmbH aufgehen.